# Wanda Nowacka
Wanda Nowacka (ur. 14 stycznia 1930 w Poznaniu, zm. 3 września 2019 tamże) – polska entomolog.

## Życiorys
W 1954 w Wyższej Szkole Rolniczej w Poznaniu uzyskała tytuł inżyniera, rok później w SGGW w Warszawie obroniła pracę magisterską. W 1966 w Akademii Rolniczej w Poznaniu obroniła doktorat, w 1983 habilitowała się, rok później została docentem, w 1990 została profesorem nadzwyczajnym. W latach 1988–1991 kierowała Podyplomowym Studium z Zakresu Ochrony Roślin, była wieloletnim członkiem Polskiego Towarzystwa Entomologicznego.  

## Dorobek naukowy
Wanda Nowacka zajmowała się entomologią stosowaną i hemipterologią, badała bionomię i dynamikę populacji piewików w uprawach rolniczych (zboża i trawy nasienne) i ogrodniczych. Dorobek naukowy stanowi ponad 50 publikacji, w tym 2 klucze i współautorstwo 2 podręczników. 

## Odznaczenia
- Krzyż Kawalerski Orderu Odrodzenia Polski (1986);
- Złoty Krzyż Zasługi (1976).